# جون مورلي
جون مورلي (بالإنجليزية: John Morley)‏ هو سياسي أمريكي، ولد في 6 مايو 1970. حزبياً، نشط في الحزب الجمهوري. وقد انتخب عضو مجلس نواب فيرمونت.